# Cantone di Callas
Il Cantone di Callas era una divisione amministrativa dell'arrondissement di Draguignan.
È stato soppresso a seguito della riforma complessiva dei cantoni del 2014, che è entrata in vigore con le elezioni dipartimentali del 2015.
Comprendeva i comuni di:
- Bargemon
- Callas
- Châteaudouble
- Claviers
- Figanières
- Montferrat